# Sonata per pianoforte n. 11 (Mozart)
La sonata per pianoforte n. 11 (Klaviersonate Nummer 11) in La maggiore K 331 (K6 300i) è una composizione di Wolfgang Amadeus Mozart. È molto conosciuta per il suo terzo movimento, il rondò "alla turca".
La data della sua composizione è incerta: datata da Ludwig von Köchel e Alfred Einstein (insieme alle sonate K 330 e K 332) al 1778 a Parigi, in seguito il musicologo Alan Tyson, mediante un'analisi della carta dei manoscritti, ha proposto la datazione di queste sonate al 1783 a Salisburgo o a Vienna.
La sonata è composta da tre movimenti:
1. Andante grazioso - tema con sei variazioni
2. Menuetto - minuetto
3. Allegrino (o Allegretto)[2] - Alla turca, in la minore

Tutti e tre i movimenti sono in tonalità di la maggiore o minore, quindi si tratta di una composizione omotonale.

## Il manoscritto
Mozart scrisse la partitura autografa della sonata in la maggiore in un manoscritto di nove pagine. Fino al 2014 era considerata perduta la maggior parte dell'autografo, dato che solo l'ultima pagina del manoscritto - contenente la parte conclusiva del finale Alla turca - era stato conservato nel Mozarteum di Salisburgo.
Le prime otto pagine erano raccolte in due fogli: il primo foglio, contenente le pagine 1-2 e 7-8, è al momento da considerarsi perduto; il secondo foglio (da pagina 3 a pagina 6 del manoscritto), contenente la conclusione del primo movimento (dalla variazione n.3 alla fine) e la parte iniziale del secondo movimento (ossia l'intero menuetto e la parte iniziale del trio), è stato ritrovato nel settembre del 2014 presso la collezione musicale della Biblioteca Nazionale Széchényi di Budapest durante una ricognizione di materiale non catalogato.
Una nuova edizione critica della sonata curata da Wolf-Dieter Seiffert è stata pubblicata nel 2015 da G. Henle Verlag; la nuova edizione, basata principalmente sul confronto fra i due autografi parziali di Budapest e Salisburgo e la prima edizione a stampa pubblicata da Artaria nel 1784, introduce numerose correzioni nello spartito.
La nuova versione della sonata, basata sul ritrovamento di Budapest, è stata eseguita in pubblico per la prima volta dal pianista ungherese Zoltán Kocsis nel settembre del 2014.

## Struttura

### Andante grazioso
La composizione si discosta dalle sonate che Mozart aveva precedentemente scritte. Il primo movimento (Andante grazioso), invece di ricalcare la consueta forma-sonata, presenta un tema lento, simile a certe arie pastorali dell'opéra-comique francese, che viene ripreso in una serie di variazioni. La melodia di base si può considerare popolare, ma viene resa preziosa dagli espedienti tecnici usati nella scrittura e dal notevole dinamismo. Nelle variazioni il tema principale è sempre riconoscibile, tanto che ognuna potrebbe costituire un pezzo a sé stante.

### Menuetto
La possibile origine francese emerge anche dalla scelta di porre il minuetto, caratterizzato non solo dal ritmo, ma anche dalla cantabilità, come secondo movimento.

### Rondò
Il rondò finale (noto anche come Rondò alla Turca o Marcia alla turca) è un pezzo pieno di brio il cui carattere "turco" viene reso attraverso l'imitazione pianistica, con le acciaccature e gli accordi rapidamente arpeggiati, della musica suonata dalle bande dei giannizzeri, ricche di strumentini e piccole percussioni (la cosiddetta musica turca, appunto). All'epoca di Mozart tale effetto veniva reso anche con il pedale delle turcherie del fortepiano, che forniva effetti simili alle percussioni.
Lo stile turco è ripreso da Mozart anche in altre opere, come Il ratto dal serraglio.
L'indicazione di tempo è problematica: nella nuova edizione critica Henle Verlag viene ripristinata per il finale l'indicazione Allegrino (presente nella prima edizione a stampa di Artaria e nel manoscritto del copista di Mozart, conservato a Praga) in luogo del più usuale Allegretto.

## Riferimenti in altre composizioni
- Il tema del primo movimento è stato ripreso da Max Reger in Variazioni e fuga su un tema di Mozart (1914) per orchestra.
- Una versione del Rondo alla turca compare nell'album di Benny Goodman, intitolato Venus H.B. (Turkish March) (1970), registrato a Stoccolma.
- Un jazz standard del 1959 di Dave Brubeck si intitola Blue Rondo à la Turk, con una chiara allusione al titolo del finale della sonata di Mozart, anche se in una intervista del 2003 Brubeck ha dichiarato che la composizione avrebbe dovuto chiamarsi semplicemente Blue Rondo, perché il titolo sembra confondere la gente.[senza fonte]
- Un evidente richiamo/citazione del Rondò alla Turca è presente nel finale della canzone di Franco Battiato Temporary Road contenuta nell'album Mondi Lontanissimi del 1985
- Una rielaborazione del Rondo costituisce la intro di Amante Amado, canzone di Jorge Ben.